# Hoàng Tân (xã)
Hoàng Tân là một xã đảo thuộc thị xã Quảng Yên, tỉnh Quảng Ninh, Việt Nam.
Xã Hoàng Tân có diện tích 67,5 km², dân số năm 1999 là 3109 người, mật độ dân số đạt 46 người/km²; Thống kê gần đây xã có  dân số 4.027 người thuộc 5 thôn.
Tên gọi và hành chính
Ngày ngày 5 tháng 11 năm 1957, UBHC khu Hồng Quảng  ra quyết định số 2435-TCCB đổi tên xã Hoàng Xá, huyện Yên Hưng thành xã Hoàng Tân. Ngoài Hoàng Xá, Hoàng Tân còn có các tên gọi cũ là Hoàng Lỗ, Hoàng Hà và làng Giỗ. Tên Hoàng Lỗ gắn với truyền thuyết kể rằng, xưa kia quan lính triều đình về kiểm kê dân số bằng cách đào hố, rồi xếp dân đứng vào mà đếm hố.
Vào năm Minh Mạng thứ 12 (1831), tỉnh Quảng Yên được thành lập, xã Hoàng Lỗ (黃魯), gồm cả đảo Tuần Châu (nay là phường Tuần Châu, thành phố Hạ Long), thuộc tổng Hà Bắc, huyện Yên Hưng. Vào thời Nguyễn, xã Hoàng Lỗ chịu thuế đinh số chính nạp các hạng 6 người, nộp bằng tiền 7 quan 8 tiền; thuế ruộng tư thực nạp 3 mẫu, nộp bằng tiền 2 tiền 24 đồng tiền; cộng thuế cả năm nộp bằng tiền  8 quan 24 đồng tiền và nộp bằng thóc 30 bát.
Năm 1948, làng Hoàng Lỗ thuộc xã Tiền An. Ngày 06 tháng 7 năm 1957, theo quyết định của Ủy ban Hành chính Khu Hồng Quảng, thôn Hoàng Lỗ đổi thành xã Hoàng Xá và đảo Tuần Châu được tách khỏi  Hoàng Xá, trực thuộc thị xã Hòn Gai.
Điều kiện tự nhiên
Đảo Hoàng Tân nằm chắn vụng Yên Lập, phía Nam và Đông Nam giáp Vịnh Hạ Long;  ngăn cách với thị xã Quảng Yên qua sông Bến Giang ở phía Tây, ngăn cách với thành phố Hạ Long qua sông Hốt về phía Đông Bắc. Tuyến đường cao tốc Hải Phòng – Hạ Long chạy qua Tây Bắc đảo.

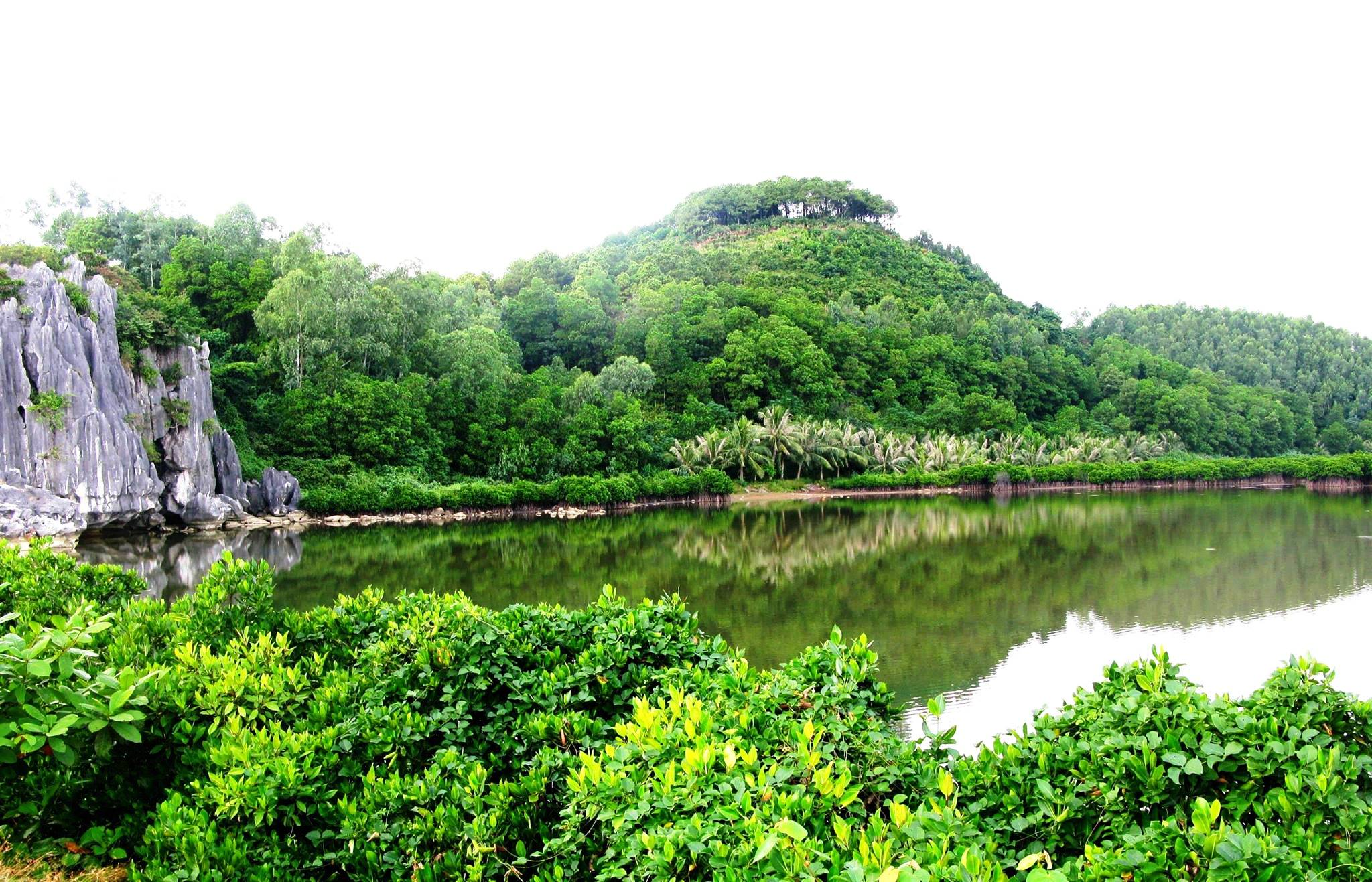
Phong cảnh núi Trán Rồng, đỉnh cao nhất 81m trên đảo Hoàng Tân.

Về địa chất, đá trầm tích lục nguyên tuổi Trias thuộc hệ tầng Hòn Gai (T3hg) phân bố  ở dải đồi phía Đông Bắc đảo, cao nhất 81m; Đá vôi thuộc hệ tầng Bắc Sơn (C-P bs) phân bố thành các mỏm núi phía Tây Và phía Đông Nam đảo, cao trên dưới một trăm mét. Phần lớn diện tích đảo là các trầm tích Đệ tứ và các khu dân cư tập trung trên các thềm cát biển tuổi Holocen giữa cao 4-6m. Viền  quanh đảo là các bãi triều trầm tích bùn bột  sét tuổi Holocen muộn bị chia cắt bởi hệ thống lạch triều chằng chịt.

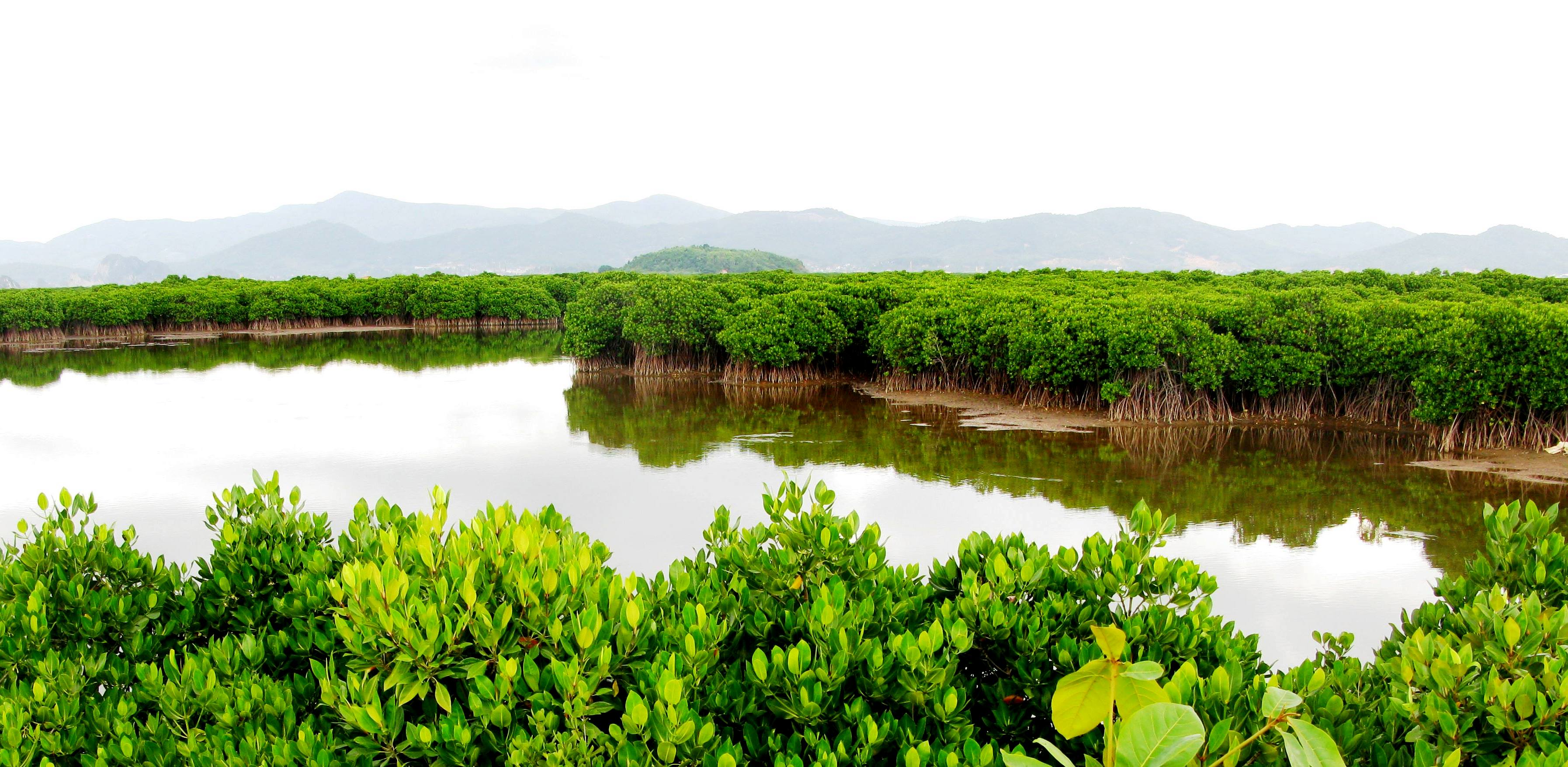
Rừng ngập mặn phía Đông Nam đảo Hoàng Tân. Phía xa là Hòn Dáu.

Hoàng Tân cảnh đẹp và giàu có tài nguyên thiên nhiên, nhất là hải sản và khoáng sản, có các hệ sinh thái  biển và rừng tiêu biểu. Trên đồi có rừng thông thơ mộng rộng khoảng 300 ha. Trước kia, bao quanh đảo là vùng rừng ngập mặn rậm rạp, mênh mông, nay hầu hết đã bị chặt phá do khai hoang và nuôi trồng  thủy sản. Diện tích bãi triều được khoanh nuôi thủy sản  1.241 ha. Đá vôi Hoàng Tân có trữ lượng trên 20 triệu tấn, nhưng cần dừng khai thác vì gây hủy hoại cảnh quan tự nhiên, sinh thái và ảnh hưởng nghiêm trọng đến các di tích khảo cổ và lịch sử. Trên đảo có khoáng sản barit trữ lượng vài chục ngàn tấn, dạng mạch xuyên cắt các lớp đá cát kết và bột kết thuộc tệ tầng Hòn Gai (T3 hg).
Lịch sử
Di tích các bến thương thuyền thời Lý tìm thấy ở Đượng Hạc, Hòn Dáu và Bến Giang cho phép giả định rằng khu vực Hoàng Tân chính là Trại Yên Hưng  được vua Lý Anh Tông cho thành lập vào năm 1147. Chế độ làng xã được thiết lập từ khoảng đời nhà Trần. Dân đảo Hoàng Tân chất phác và quả cảm, kiên cường bám trụ nơi đầu sóng ngọn gió chống giặc ngoại xâm và cướp biển nhờ dựa vào địa hình hiểm trở, hang động và rừng sú vẹt rậm rạp. Vua Tự Đức đã sắc phong cụ Nguyễn Văn Hội có công lãnh đạo hơn trăm dân binh xã Hoàng Lỗ  tiễu trừ Hải  tặc.
Chủ tịch Ủy ban Hành chính đầu tiên của xã dưới chế độ Việt Nam Dân chủ Cộng hòa là ông Trần Văn Le (tháng 8 năm 1945 - tháng 1 năm 1947). Trong kháng chiến chống Pháp, nơi đây là căn cứ vững chắc của Việt Minh. Ngày 15 tháng 3 năm 1953, bộ đội địa phương và du kích Hoàng Tân đã lập chiến công vang dội, đã đánh chiếm một tàu Pháp trên sông Bình Hương, diệt 4 và bắt sống 20 sĩ quan và binh lính Pháp. Năm 1951, Quân đội Pháp đốt phá sạch cả làng, dồn dân vào đất liền để cô lập lực lượng Việt Minh trên đảo. Ra đi trong cảnh bi ai, nhưng người dân Hoàng Tân vẫn tin vào ngày trở về, như lời bài thơ Nôm của cụ Trần Văn Duệ (1890-1979) viết ra khi Hoàng Tân đang chìm trong biển lửa:
Người đi cảnh ở não nùng thay!
Dặn cảnh đừng long cứ vững cây
Gặp lúc bĩ tần đành chịu vậy
Mai ngày lai thái lại sum vầy.
Ba năm sau, Hiệp định Giơ-ne-vơ năm 1954 được ký kết, hòa bình lập lại và dân làng hồi cư về quê cũ.
Hoàng Tân có hai lần giỗ trận bi thương. Lần thứ nhất vào ngày 20 và 21 tháng 5 năm 1950, Quân đội Pháp đã càn quét sát hại trên 20 cán bộ và dân thường; lần thứ hai Không quân Hoa Kỳ ném bom và bắn rốc két  giết hại 15 người và làm bị thương 53 người tại thôn Hà Thịu vào đêm ngày 16, rạng sáng ngày 17 tháng 4 năm 1972.
Trong cuộc kháng chiến chống Pháp (1945-1954), cả xã không có ai hợp tác với Pháp, xã đảo được tặng Huân chương Kháng chiến Hạng Ba (1958), với 318 lượt người gia nhập bộ đội và du kích, trong đó có 07 người là liệt sĩ. Trong cuộc kháng chiến chống Mỹ (1965-1975) xã đảo được tặng Huân chương Kháng chiến Hạng Ba (1976), với 151 người nhập ngũ, trong đó có 17 người là liệt sĩ. Liệt sĩ Lê Văn Đức (sinh năm 1944, hy sinh năm 1967) và Liệt sĩ Lê Văn Mỹ (sinh năm 1946, hy sinh năm 1968) là hai anh em ruột. Trong các cuộc chiến đấu chống xâm lược, bảo vệ biên giới phía Bắc và phía Tây Nam sau ngày đất nước thống nhất, có thêm 08 liệt sĩ đã hi sinh vì đất nước.
Văn hóa

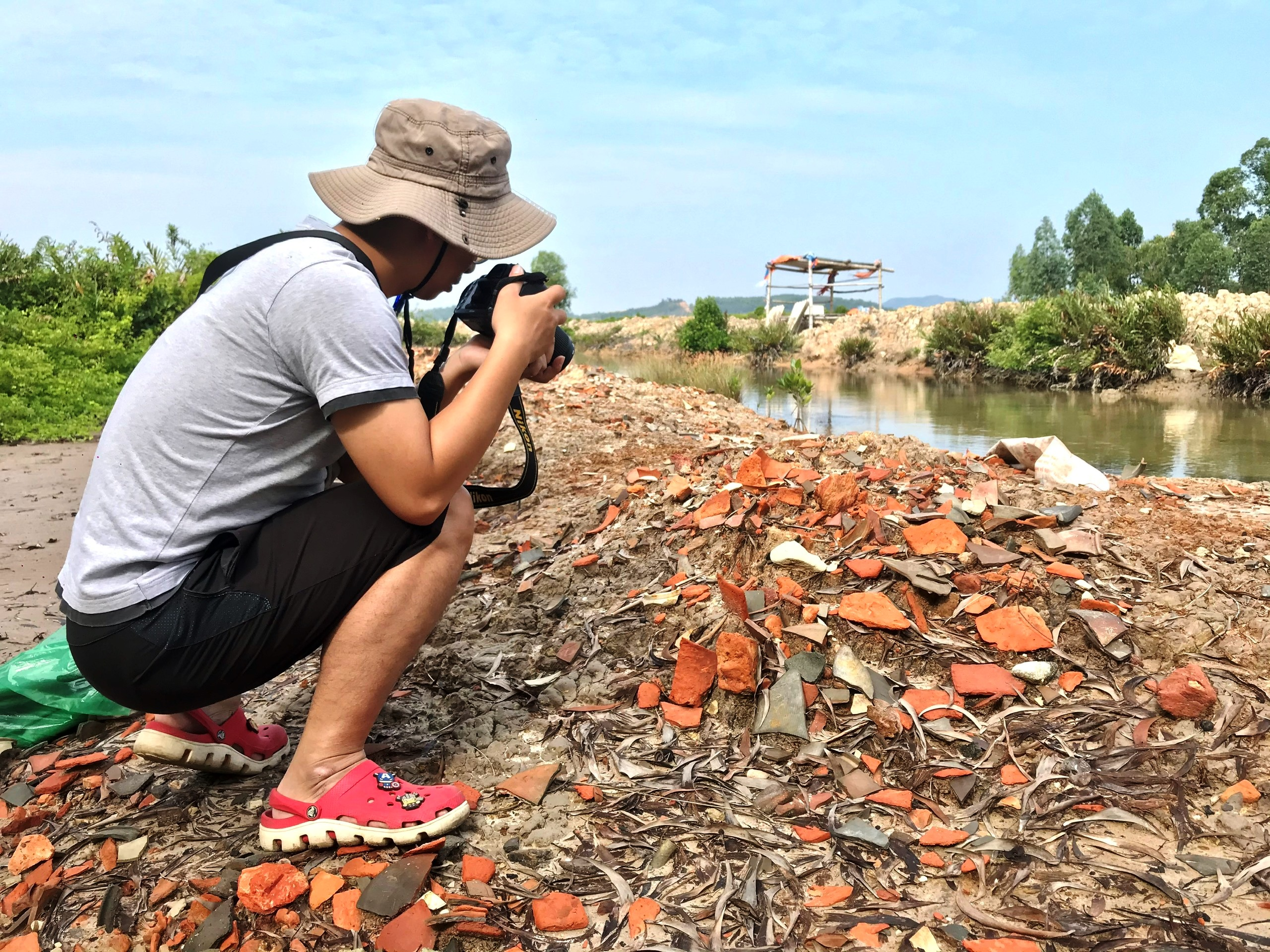
Vô số các mảnh gốm, gạch ngói cổ được tìm thấy dưới bề mặt các bãi sú vẹt ngập nước triều.

Ở Hoàng Tân đã phát hiện được nhiều di tích khảo cổ thể hiện con người có mặt tại đây trên một vạn năm qua bốn thời kỳ: Hậu kỳ đá cũ, đá mới, kim khí và phong kiến. Năm 2012, Bộ VHTTDL đã có Quyết định số 2627/QĐ-BVHTTDL  xếp hạng di tích quốc gia cho Di chỉ Khảo cổ núi Đầu Rằm.Người cổ Đầu Rằm ở giai đoạn sớm nằm trong khung niên đại Phùng Nguyên muộn - Đồng Đậu sớm, khoảng 3.300 – 2.700 năm cách ngày nay. Một trong những hiện vật nổi tiếng thuộc giai đoạn này là bình gốm Đầu Rằm (hay bình gốm Hoàng Tân) bằng chất liệu đất sét nung, niên đại 3.400 - 3.000 năm cách ngày nay, đang được lưu giữ tại Bảo tàng tỉnh Quảng Ninh. Giai đoạn muộn tương đương với giai đoạn Đường Cồ với rất nhiều di vật đồ đồng thuộc văn hóa Đông Sơn, có niên đại cách ngày nay 2.500-2000 năm, tức là thời kỳ Hùng Vương. Trên các núi đá vôi còn có các hang động là di tích lịch sử qua các thời kỳ như hang Các Cụ, hang Thương Binh, hang Bộ Đội, v.v.

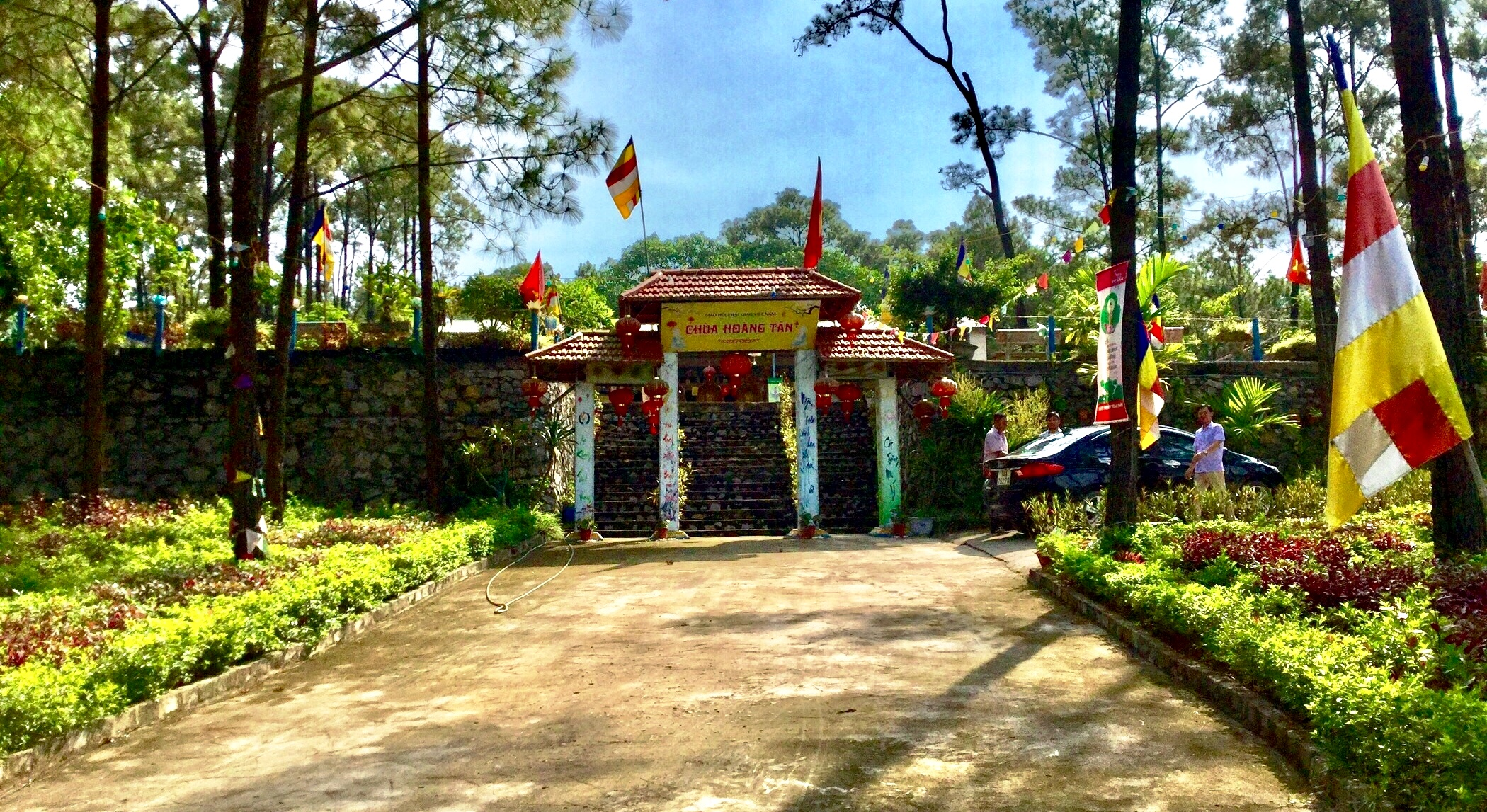
Chùa Hoàng Tân vừa được phục dựng

Hoàng Tân trước đây có đình  và chùa từ lâu đời, nhưng bị đại bác Pháp tàn phá trong những năm kháng chiến, nay chùa đã được xây dựng lại trên núi Dộc Chùa . Trên xã đảo còn có di tích miếu Ông Nghè và miếu Ông Cống tôn vinh người có  học thức.
Một bộ xương cá voi kích thước lớn được phát hiện vào tháng 7 năm 1986  nằm vùi  trong trầm tích Holocen giữa và dưới bề mặt bãi triều lầy sú vẹt 1,2m tại bãi La Bằng phía Nam-Tây Nam đảo. Có lẽ đây là bộ xương cá Voi có tuổi cổ nhất phát hiện được ở Việt Nam, hiện đang được trưng bày tại Bảo tàng tỉnh Quảng Ninh.
Trong thời kỳ Không quân Hoa Kỳ bắn phá Miền Bắc, Trường phổ thông Cấp III Bạch Đằng (Quảng Yên) sơ tán tại xã đảo vào các năm 1965 - 1968, đã để lại nhiều ấn tượng và kỷ niệm tốt đẹp với nhân dân địa phương. Ngày 09 tháng 11 năm 1967, triều cường làm vỡ đê biển Cành Chẽ, hàng trăm thầy trò nhà trường đã dũng cảm cùng nhân dân lăn xả hộ đê, cứu được đồng lúa đang chín rộ. Nhiều con em xã đảo đã trưởng thành là lãnh đạo các cấp, doanh nhân, sĩ quan cao cấp và trí thức, từ kỹ sư, tiến sĩ, bác sĩ, nhà giáo ưu tú đến giáo sư.
Tình yêu tha thiết với quê hương Hoàng Tân giàu đẹp được diễn tả trong lời một bài hát có tên "Đất mẹ Hoàng Tân".
Kinh tế
Trước kia kinh tế mang tính tự cấp, từ đầu năm 1994  con đập ngăn sông Bến Giang đã mở đường ra đảo tạo nên bước ngoặt mới trong đời sống kinh tế - xã hội cho xã đảo. Nông nghiệp, thủy sản, khai thác đá và vận tải là những nghề chính của cư dân. Nuôi trồng hải sản các loại tôm, cua, cá v.v. và đặc biệt là nuôi hầu hà gần đây mang lại nguồn lợi cho dân xã đảo. Năm 2014, tổng giá trị sản xuất của xã đạt 61 tỉ đồng, tăng 11,9% so với năm 2013. Trong đó, giá trị tiểu thủ công nghiệp – xây dựng cơ bản 23,8%; nông lâm ngư 56,5%;  kinh tế khác 19,7%. Thu nhập bình quân đạt trên 26 triệu đồng/người.
Hoàng Tân có nhiều đặc sản nổi tiếng như ngán, cua và bạch tuộc (ruốc), mật ong, v.v. Bánh gio Hoàng Tân ngon nhất vùng Quảng Yên nhờ hương vị hỗn hợp của tro cây Giá ven biển và cây Gai sồng trên núi, được gói bằng lá Ỏng (một loại lau rừng).
Tỉnh Quảng Ninh đang thực hiện hồ sơ, thủ tục quyết định chủ trương đầu tư dự án Khu đô thị phức hợp Hạ Long Xanh, nằm dọc cao tốc Hải Phòng - Hạ Long chủ yếu nằm trên địa phận xã đảo Hoàng Tân và phường Hà An thuộc thị xã Quảng Yên. Dự án có quy mô khoảng 3.186 ha và tổng mức đầu tư khoảng hơn 7 tỷ USD.
Địa danh
1. Bãi La Bằng: Khu bãi cát và thềm cát, biển có rừng ngập mặn và núi đá vôi bao quanh, ở phía Tây Nam đảo. Tại đây đã phát hiện được bộ xương cá voi khổng lồ. Tên gọi La Bằng vì núi ở đây giống như cái rào lán.
2. Bến Giang: Bến đò qua sông Bến Giang sang đất Tiền An nằm ở phía Tây đảo. Truyền thuyết rằng xưa có ông Cống và ông Nghè về vinh quy, nhưng đến Bến Giang không thấy dân làng ra đón rước vì sông sâu và giông tố nên thuyền không thể sang sông. Hai ông nguyền rằng bao giờ sông Bến Giang bị lấp cạn thì Hoàng Lỗ mới có người đỗ đạt, rồi ném bút nghiên và nhảy xuống sông tự vẫn. Đến năm 1993, có đập bến Giang thay thế con đò qua sông và lời nguyền đã được hóa giải. Ngày nay vẫn còn di tích miếu Ông Cống và miếu Ông Nghè trên xã đảo.
3.Dộc Chùa: Thung lũng nằm giữa các đồi thông ở khu vực giữa dải núi phía Đông đảo, có phong cảnh đẹp và thơ mộng không khác gì Đà Lạt, có ngôi chùa cổ bị tàn phá thời chống Pháp vừa được phục dựng.
4.Đầu Rằm: Di chỉ khảo cổ nổi tiếng nằm ở phía Tây đảo nằm trên tổ hợp thềm cát biển và núi đá vôi, đã được công nhận là di tích khảo cổ Quốc gia.
5.Đượng Hạc: Dấu tích còn sót lại của đồng bằng châu thổ cổ trên vùng triều ngập nước mênh mông ở phía Bắc đảo, nơi có di tích bến thuyền của thương cảng Vân Đồn thời Lý - Trần. Đượng Hạc được biết đến với câu chuyện "Người đàn bà bị cọp vồ"của Dương Phượng Toại in trong tập truyện cùng tên (Nhà xuất bản Văn học, 2009).
6.Hang Các Cụ: Một hang động karst trong núi đá vôi Cành Chẽ, ở vị trí gần trung tâm đảo, thuộc hệ tầng Bắc Sơn (C-P bs). Đây là nơi nhiều thế hệ cư dân Hoàng Tân ẩn nấp và làm căn cứ chống lại cướp biển và giặc ngoại xâm, kể cả thực dân Pháp.
7.Hòn Dáu: Hòn đảo nhỏ ở phía Đông Bắc Hoàng Tân, cấu tạo bằng đá gốc hệ tầng Hòn Gai(T3-hg) nằm trên vùng triều, sát lạch sông Bình Hương,  nơi có di tích bến thuyền của thương cảng Vân Đồn thời Lý - Trần. Đây cũng là nơi xảy ra trận đánh thắng oanh liệt tàu chiến Pháp ngày 14/3/1953.
8.Núi Trán Rồng: Nằm ở phía Đông Nam, có đỉnh cao nhất đảo (81m), cấu tạo từ đá trầm tích hệ tầng Hòn Gai (T3-hg), có hình dáng một con rồng nằm phủ phục ngay sát bờ Vịnh Hạ Long. Trong kháng chiến chống Pháp, tại đây một cây nêu đã được dựng để báo hiệu cho dân làng biết mỗi khi có tàu chiến Pháp đổ bộ. Trong chiến tranh chống Mĩ, tại đây đặt khẩu đội súng 12 ly7 trực chiến thường xuyên.
9.Sông Bình Hương: xưa gọi là sông Kênh Đông, hay Kênh Táo, đổ ra cửa  tuần Hoàng Lỗ nằm giữa hai đảo Hoàng Tân và Tuần Châu, lạch triều sâu rộng nằm ở phía Bắc - Đông Bắc và ngăn cách đảo với Thành phố Hạ Long và là đường thủy huyết mạch vào vụng Yên Lập.
Nhân vật
1.	 Bùi Thị Dịp (1918 - 1994), Bà Mẹ Việt Nam Anh Hùng, là mẹ của hai Liệt sỹ hy sinh ở mặt trận phía Nam trong thời kỳ chống Mỹ: Liệt sỹ Lê Văn Đức, sinh năm 1944, hy sinh năm 1967 và Liệt sỹ Lê Văn Mỹ, sinh năm 1946, hy sinh năm 1968.
2.	Bùi Văn Thảo: Chủ tịch UBHC xã (3/1953-5/1955).
3.	Chu Quang Hồng: Chủ tịch UBHC xã (12/1951- 5/1952).
4.	Đàm Quang Cấn: Sĩ quan QĐND Việt Nam thời kỳ chống Pháp, người chỉ huy trận Hòn Dáu đánh thắng tàu chiến Pháp trên sông Bình Hương ngày 14/3/1953.
5.	Hà Ngọc Trung: Chủ tịch UBHC xã (3/1953-5/1956 và 10/1956-9/1959); Bí thư chi bộ xã (5/1955-5/1956), chỉ huy du kích tham gia trận Hòn Dáu đánh thắng tàu chiến Pháp trên sông Bình Hương ngày 14/3/1953.
6.	Hoàng Đình Dong: Đại tá QĐND Việt Nam thời kỳ chống Mĩ, phó chỉ huy trưởng, tham mưu trưởng bộ tư lệnh, bộ đội biên phòng tỉnh Quảng Ninh (năm....), là con trai cụ Chu Quang Hồng.
7.  Hoàng Mai, Bí thư chi bộ (01/1950- 12/1951).
8.	Lê An Khang: Bí thư chi bộ xã (01/1949-10/1949; 8/1952 - 3/1953), sĩ quan QĐND Việt Nam thời kỳ chống Pháp, viện trưởng viện kiểm soát nhân dân thị xã Uông Bí (nay là thành phố Uông Bí), tỉnh Quảng Ninh (năm....).
9.	Lê Văn Kỳ: Chủ tịch Mặt trận Tổ quốc xã (2/1946 – 1/1947).
10.	Lê Văn Men: Đại tá, Sĩ quan QĐND, hiện là chủ nhiệm chính trị, Bộ tư lệnh Bộ đội Biên phòng tỉnh Quảng Ninh.
11.	Nguyễn Đình Quý: Chủ tịch UBHC xã (10/1961-8/1968) và Bí thư chi bộ xã (03/1966-5/1966).
12. Nguyễn Minh Hiền: Bí thư chi bộ (2/1952-7/1952).
13. Nguyễn Ngọc Hưng: Bí thư chi bộ (9/1967-5/1968).
14.	Nguyễn Thành Phố: Chủ tịch UBND thành phố Uông Bí, tỉnh Quảng Ninh, (năm 2005 - 2013); Bí thư Thành ủy thành phố Uông Bí (năm 2013-2915), tỉnh ủy viên Đảng bộ tỉnh Quảng Ninh (KHÓA XII, năm 2011-2015), bộ đội thời kỳ chống Mĩ, là cháu bốn đời của cụ Nguyễn Văn Hội.
15.	Nguyễn Văn Hội: Nho sinh thời vua Tự Đức (năm.....), người có công chống cướp biển và được nhà vua vua sắc phong hàm Thất phẩm (1880 - năm Tự Đức thứ 33).
16. Nguyễn Văn Trình, Bí thư chi bộ đầu tiên của xã đảo (11/1948 - 01/1949).
17.	Nguyễn Xuân Mịch: Đại tá CAND, Phó giám đốc công an Thành phố Hạ Long, tỉnh Quảng Ninh (năm ......).
18.	Phạm Xuân An: Chủ tịch UBHC xã (10/1950- 12/1951).
19. Trần Đức Tân, Giáo sư, Tiến sĩ, Chủ nhiệm khoa Điện - Điện tử, Đại học Phenikaa, Hà Nội, là con trai Giáo sư Trần Đức Thạnh và cháu nội cụ Trần Đức Thắng.
20.	Trần Đức Thắng: trưởng thôn Tân Ngư (1948-1950); chủ tịch UBHC xã (10/1956 -9/1961), Bí thư chi bộ xã (10/1961 - 01/1964), chủ nhiệm HTX Nông nghiệp (12/1961-2/1964).
21.	Trần Đức Thạnh: Giáo sư, Tiến sĩ, Viện trưởng Viện Tài nguyên và Môi trường biển thuộc Viện Hàn lâm KHCN Việt Nam (2003-2014), Phó Tổng biên tập (2011- 2020) và Tổng biên tập Tạp chí Khoa học và Công nghệ biển (2021-2025), là con trai của cụ Trần Đức Thắng.
22. Trần Đường, Bí thư chi bộ (10/1949-1/1950).
23.	Trần Ngọc Huân: Chủ tịch Mặt trận Tổ quốc xã (7/1949 – 12/1952).
24. Trần Tân Lâm: Bí thư Đảng bộ kiêm chủ tịch HĐND xã (4/1994-2/1998); Phó Trưởng ban thường trực Ban Dân vận Huyện ủy Yên Hưng (2/1998-2/2001); Phó Chánh văn phòng Huyện ủy Yên Hưng (2/2001- 8/2008); là con trai cụ Trần Văn Phúc.
25. Trần Thị Thơi: Nhà giáo ưu tú, Hiệu trưởng Trường trung học cơ sở Kim Đồng, thành phố Hạ Long (2006 - 2017), là con gái của cụ Trần Đức Thắng.
26.	Trần Văn Le: Chủ tịch UB hành chính đầu tiên dưới chế độ Việt Nam dân chủ Cộng hòa (8/1945- 1/1947); Chủ tịch Mặt trận Tổ quốc xã (1/1947-7/1949).
27. Trần Văn Nún: Bí thư chi bộ (5/1966-9/1967; 5/1968- 8/1972).
28.	Trần Văn Phúc: Bí thư chi bộ xã (10/1959 - 10/1961), Chủ tịch Mặt trận Tổ quốc xã (12/1952 - 5/1953), chủ nhiệm HTX Nông nghiệp (4/1959-12/1961).
29.	Trương Văn Thính: Bí thư Đảng ủy xã (3/1982- 10/1988), huyện ủy viên Đảng bộ Huyện Yên Hưng (Năm....), là con trai của cụ Trương Văn Thịnh.
30.	Trương Văn Thịnh: Chủ tịch UBND xã (1/1947- 10/1950), Chủ tịch Mặt trận Tổ quốc xã (8/1945-2/1946).
31.	Vũ Đình Lương: Chủ tịch UBND xã (5/1952- 3/1953).
TỔ QUỐC GHI CÔNG
Các liệt sĩ thời kỳ kháng chiến chống Pháp
1.  Lê  Văn Trạch, sinh năm 1925, hy sinh ngày 08/02/1949.
2.  Lê Văn Tập, sinh năm 1924, hy sinh ngày 08/04/1950.
3.  Nguyễn Văn Coỏng, sinh năm 1927, hy sinh ngày 08/04/1950.
4.  Phạm Thị Đẽ, sinh năm 1918, hy sinh ngày 08/04/1950.
5.  Nguyễn Văn Công, sinh năm 1918, hy sinh ngày 24/12/1951.
6.  Trần Văn Nhỏ, sinh năm 1918, hy sinh ngày 20/04/1952.
7.  Nguyễn Văn Diện, sinh năm 1924, hy sinh ngày 02/01/1954.
Các liệt sỹ thời kỳ chống Mỹ và bảo vệ Biên giới
1.	Nguyễn Văn Thanh (1943), hy sinh ngày 28/01/1966.
2.	Nguyễn Văn Chử (1932), hy sinh ngày 03/03/1966.
3.	Nguyễn Trọng Lý (1947), hy sinh ngày 20/03/1967.
4.	Lê Văn Đức (1944), hy sinh ngày 22/05/1967.
5.	Trần Văn Bốn (1939), hy sinh ngày 29/01/1968.
6.	Trần Văn Mài (1942), hy sinh ngày 12/07/1968.
7.	Lê Văn Mỹ (1946), hy sinh ngày 26/09/1968.
8.	Trần Đức Thặng (1949), hy sinh ngày 06/04/1970.
9.	Đỗ Văn Khái (1945), hy sinh ngày 08/10/1971.
10.	 Lê Văn Tất (1938), hy sinh ngày 23/08/1972.
11.	 Trần Đình Cung (1946), hy sinh ngày 25/08/1972.
12.	 Trần Bình Trọng (1952), hy sinh ngày 03/09/1972.
13.	 Bùi Văn Bóng (1947), hy sinh ngày 08/10/1972.
14.	 Nguyễn Văn Chuẩn (1948), hy sinh ngày 29/01/1973.
15.	Trần Văn Bường (1945), hy sinh ngày 20/03/1973.
16.	 Ngô Văn Bốc (1959), hy sinh ngày 16/11/1974.
17.	 Nguyễn Văn Dân (1952), hy sinh ngày 08/04/1975.
18.	 Ngô Văn Phương (1943), hy sinh ngày 01/02/1979.
19.	 Lê Xuân Nhàng (1958), hy sinh ngày 17/02/1979.
20.	 Dương Văn A (1962), hy sinh ngày 19/02/1979.
21.	 Lê Quang Vịnh (1959), hy sinh ngày 05/04/1979.
22.	 Nguyễn Văn Xúc (1958), hy sinh ngày 02/10/1979.
23.	Trần Văn Chiên (1958), hy sinh ngày 26/01/1983.
24.	 Đinh Văn Suối (1962), hy sinh ngày 27/04/1985.
25.	 Nguyễn Đình Xung (1958), hy sinh ngày 21/03/1997.